# 神奈川県立岸根高等学校
神奈川県立岸根高等学校（かながわけんりつきしねこうとうがっこう）は、横浜市港北区岸根町370にある、全日制、普通科の高等学校である。

## 概要
岸根高校周辺は縄文・弥生時代の遺跡「山王山遺跡」の上にあり、古代から人が暮らしていた。学校建設に先立ち発掘調査が行われている。
新横浜の近くに所在することを生かし、新横浜を拠点に文化の継承、創造をしていこうとしている。
スクールテーマは「文化」、スクールカラーは「みどり」。
現在、鶴見養護学校の分校が設置されている。

## 沿革
- 1982年9月1日 - 横浜東部方面校設立準備開始。
- 1983年1月1日 - 神奈川県立岸根高等学校設置　県立港北高校で開校準備事務開始。
  - 1月 - 開校。
  - 4月5日 - 第1回入学式。
- 1984年12月6日 - 校旗制定。
- 1985年3月13日 - 間借りしていた神奈川県立平安高校（現：県立鶴見総合高校）から現校舎へ移転。
- 1986年1月18日 - 校歌制定。
  - 11月22日 - 校舎落成記念式典挙行。

## 部活動
男子バレーボールの強豪校として有名で、2005年には全国高等学校バレーボール選抜優勝大会に初出場、2008年は全国ベスト8に輝いた。女子体操部も強い（2010年男女共にインターハイ出場）。また、2008年には、卓球も個人で全国高校選抜卓球大会3位となった。
| 部活動名               | 部員数 |
| ---------------------- | ------ |
| サッカー               | 14     |
| 陸上                   | 20     |
| テニス                 | 34     |
| バレーボール           | 24     |
| 野球                   | 13     |
| バスケットボール       | 38     |
| バドミントン           | 22     |
| 剣道                   | 10     |
| 卓球                   | 6      |
| アメリカンフットボール | 12     |
| ハンドボール           | 35     |
| 体操                   | 4      |
| ダンス                 | 44     |
| 吹奏楽                 | 12     |
| アートクリエイティブ   | 19     |
| 軽音楽                 | 41     |
| 演劇                   | 11     |
| 園芸施工               | 9      |
| 茶道                   | 15     |
| 囲碁将棋               | 2      |
| メディア研究           | 5      |
| 競技たるた             | 9      |

## 地域交流
岸根高校は地域交流が盛んで、文化祭（岸高祭）では歓迎アーチや岸根囃子を行ったり、しのはら幼稚園運動会にて修飾の手伝いを行ったり、マリノスサッカー教室を行ったり、篠原西小学校との短歌交流を行っている。また、岸根高校では、白井健三を呼んで講習会を行ったり、ヨネダ2000の愛を招いてふれあいイベントを開催し、愛が卓球サインラケットにサインをするなど、著名な出身者を呼び、人との関わりを通して様々な経験を得られるように連携している。

## 交通
- 横浜市営地下鉄ブルーライン岸根公園駅より徒歩10分
- 横浜市営バス39系統 「岸根谷戸」バス停下車。徒歩5分。

## 旧学区
学区撤廃以前は「横浜東部学区」（1981－2004年度／以下各校）に属していた。
- 神奈川県立横浜翠嵐高等学校
- 神奈川県立鶴見高等学校
- 横浜市立東高等学校
- 神奈川県立港北高等学校
- 神奈川県立新羽高等学校
- 神奈川県立寛政高等学校（2004年平安高等学校と統合、神奈川県立鶴見総合高等学校となる）
- 神奈川県立平安高等学校（1983年開校、2004年寛政高等学校と統合、神奈川県立鶴見総合高等学校となる）
- 神奈川県立岸根高等学校（1983年開校）
- 神奈川県立城郷高等学校（1987年開校）

## 著名な出身者
五十音順
- 愛（お笑い芸人）
- 阿部隼人（サッカー選手）
- ÜSA（ダンサー、EXILE）
- envy（関大陸 - ドラム、ポスト・ハードコアバンド）
- 小川真輝（サッカー選手）
- 神山京右（サッカー選手）
- 白井健三（体操競技選手、リオデジャネイロオリンピック体操男子団体金メダリスト）
- SPECIAL OTHERS（ジャム・バンド、ミュージシャン）
- toe（山嵜廣和 - ギター、ポストロック・バンド）
- 松本拓馬（美容師）
- 薬師寺正人（元プロレスラー）
- 吉川スミス（放送作家）
- 吉田勇樹（元プロサッカー選手 / 川崎フロンターレ、サッカー指導者）
- ねづみんと/中津渓（元YouTuber / ギター、ロックバンド--）